# Liste d'origamistes
 (juin 2009).
Si vous disposez d'ouvrages ou d'articles de référence ou si vous connaissez des sites web de qualité traitant du thème abordé ici, merci de compléter l'article en donnant les références utiles à sa vérifiabilité et en les liant à la section « Notes et références ».
Cet article répertorie les origamistes de renom de toutes nationalités.
- Haut – A
- B
- C
- D
- E
- F
- G
- H
- I
- J
- K
- L
- M
- N
- O
- P
- Q
- R
- S
- T
- U
- V
- W
- X
- Y
- Z

## A
- Aharoni, Gilad
- Albertino, Lionel
- d'Auria, Pasquale

## B
- Balint, Frédéric
- Berty, Viviane
- Boudias, Christophe
- Boursin, Didier
- Brill, David (1948-)
- Budai, Peter

## C
- Caboblanco, Javier
- Chan, Brian
- Chen, Sy
- Chevrier, Romain
- Correia, Jean-Claude
- Corrie, Edwin
- Courouble, Michaël

## D
- Denis, Guillaume
- Derudas, David
- Diard, Lydia
- Diaz, Roman
- Duda, Aurèle

## F
- Floderer, Vincent (1961-)
- Fuse, Tomoko

## G
- Gautherin, Gilles
- Georgeot, Alain
- Gimeno, Juan
- Giunta, Alfredo
- Glynn, Robin
- Gonzales, Julian
- Gonzales, Sergio
- Grand, Michel
- Gritte, Julien
- Guspath, Go

## H
- Halle (Carlos Gonzalez Santamaria)
- Haui, Balazs
- Hulme, Max

## J
- Joisel, Éric
- Jackson, Paul

## K
- Kamiya, Satoshi
- Kasahara, Kunihiko
- Kawasaki, Toshikazu (1955-)
- Kirshenbaum, Marc
- Koh, Ronald
- Kricskovics, Zsuzsanna

## L
- Lamatiere, Laurine
- Lang, Robert J. (1961-)
- Leonardi, Luigi
- Lévêque, Véronique

## M
- Mitchell, David
- Miura, Kōryō
- Momotani, Sumiko
- Momotani, Yoshihide
- Montoya, Ligia
- Montroll, John

## R
- Robinson, Nick

## S
- Sallas, Joan
- Sasaki, Sadako
- Sato, Naomiki
- Sebök, Zsolt
- Shafer, Jeremy
- Shumakov, Katrin
- Shumakov, Yuri
- Sirgo, Manuel
- Srun, Chea

## T
- Terry, Nicolas (1974-)
- Ty Sovann, Gérard

## V
- van Gelder, Maarten
- van Goubergen, Herman
- Viet, Olivier
- Vigier, Eric
- Voyer, Anibal

## W
- Wu, Joseph

## Y
- Yamaguchi, Makoto
- Yoshizawa, Akira (1911-2005)